# Indústria madeireira no Pará
Concebe-se como indústria madeireira o setor que extrai e processa madeira. Para o Brasil, a extração e comercialização da madeira historicamente possui extrema relevância, dando destaque para a significância dessa indústria para o estado do Pará, visto que é um dos principais pilares econômicos do estado e também é o produto de extração vegetal que possui maior valor da produção, chegando a casa de 861 milhões em 2012.

## Diferença Entre Regiões
Regionalmente, o Pará desponta como maior extrativista da região Norte, outra região que se destaca é a região Sul. Entretanto, estas duas regiões possuem diferenças relacionadas a origem da madeira, enquanto na região Sul a maior parte da madeira extraída é proveniente de áreas de manejo reflorestadas, no Pará a maior parte da produção é extraída de áreas não reflorestadas, reflexo, talvez, do pouco grau de comprometimento com manejos sustentáveis, visto que, como apresenta Homma et al(1998), tal prática aumenta o custo de manejo.

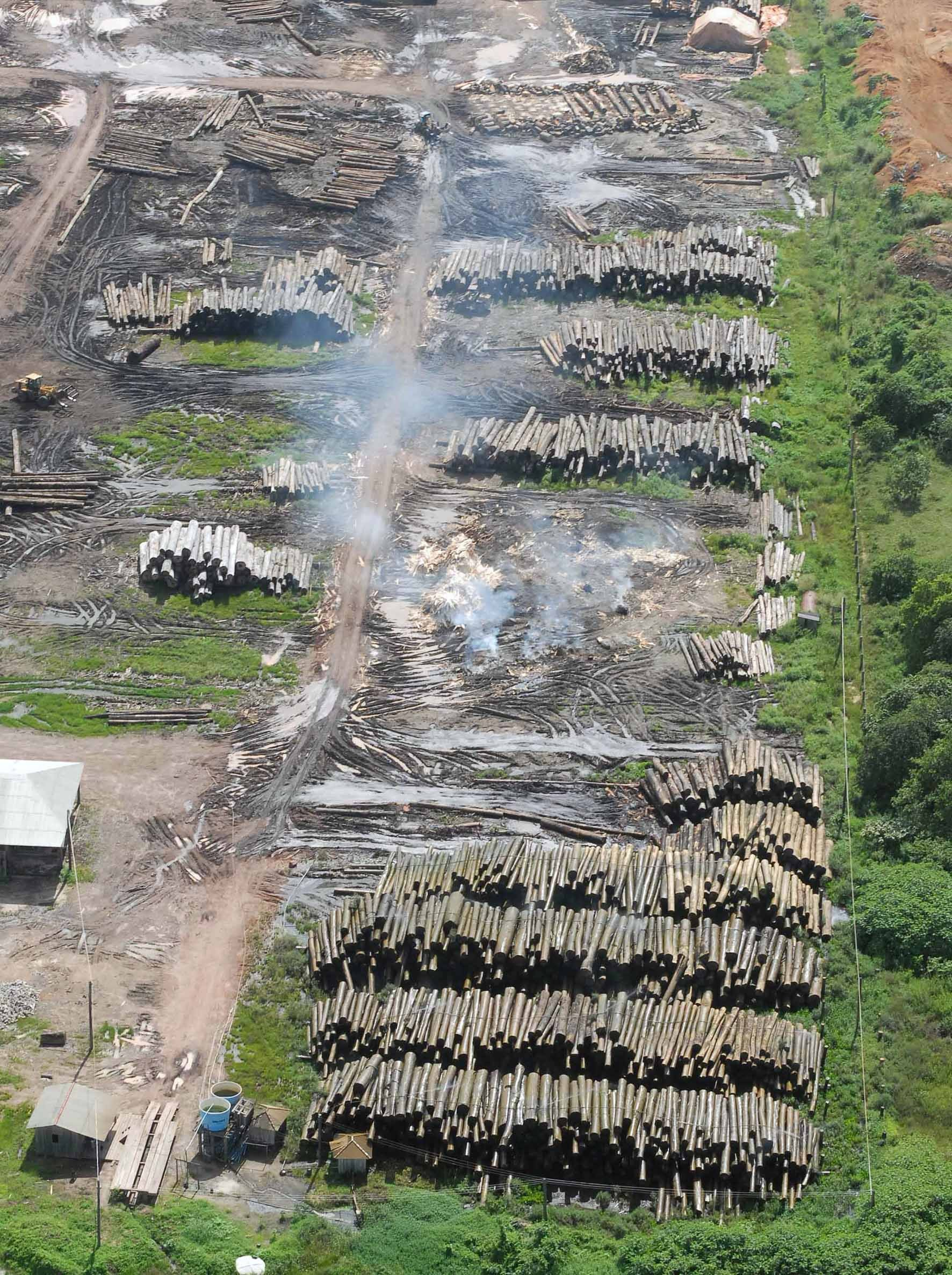
Madeira de desflorestamento irregular

Outro detalhe importante a ser destacado entre a relação Pará e indústria madeireira é o grau de ilegalidade dos manejos, resultando em prejuízos florestais diretos e biodiversidade. 

## História
A madeira é explorada na Amazônia desde os tempos coloniais, embora isso se desse com limitações de escala e áreas de acesso restritas, principalmente pelos rios. De acordo com Almeida (1985), existem três períodos desta produção a nível industrial. A primeira fase foi a extrativa, este período foi caracterizado por uma produção secundária de madeira em relação à exploração da borracha, que nesta fase era um produto mais lucrativo. O manejo da madeira era basicamente voltado para criar as condições de exploração da borracha. Além disso, a madeira era associada a construção de casas, navios, móveis e ferramentas manufaturadas. Eram escaças produções mecanizadas. 

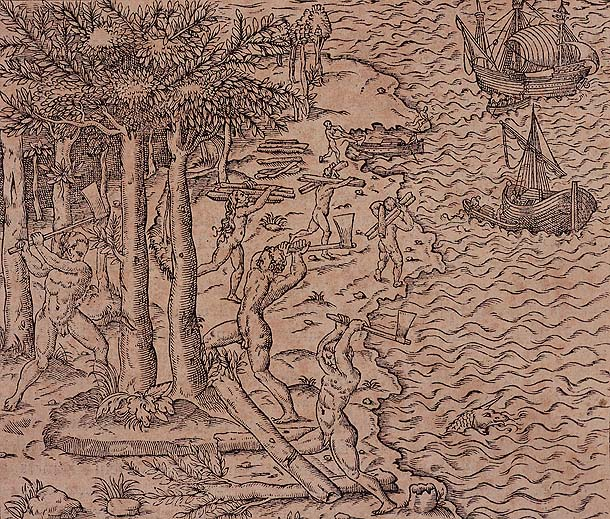
Derrubada do pau-brasil no século XVI.

A segunda fase vai do período de declínio na economia da borracha e a abertura da região no final dos anos 60. Os produtores que anteriormente tinham investido  seu capital na produção do látex, encontraram uma alternativa para esta economia, começaram a exportar espécies como Cedro e Mogno. Ocorreu a expansão e diversificação da indústria madeireira. A mecanização ds métodos de produção se tornou mais presente. As relações comerciais se organizaram, fazendo com que fosse garantida a apropriação do excedente pelos "trabalhadores da selva".
A terceira fase, a partir do final dos anos 60, apresenta mudanças substanciais quando comparada aos períodos anteriores. A expansão rápida de indústrias madeireiras se deu devido às facilidades fiscais e criação de uma nova infraestrutura. Foi percebida uma tendência de crescimento da instalação de serralherias mais perto de estradas em detrimento da antiga estrutura à beira dos rios. Foram difundidas as operações de larga escala de desmatamento. Devido ao mercado extra-regional, principalmente as indústrias do sul  nordeste, o beneficiamento da madeira foi orientado para uma estrutura de fácil transportabilidade. Grandes companhias madeireiras se instalaram em várias partes da Amazônia, buscando comprar de pequenos produtores. 
Em meados de 1960, ocorreu uma intensa migração, quando, em busca de uma nova fronteira madeireira, madeireiros vindos das regiões Sul e Sudeste, foram em direção à região Amazônica. Essa migração se deu devido à abertura de estradas pelo governo e à exaustão de recursos madeireiros no Sul e Sudeste. Não há precedentes de que em nenhum outro Estado, a atitidade madeireira possua tanta importância quanto no Pará.
Estudos feitos em 1966 mostraram que as serrarias estavam concentradas em Belém; na nascente do Rio Tocantins; na cidade de Breves, localizada na Ilha do Marajó, no Pará; e Manaus. Foram encontrados pequenos estabelecimentos em Macapá, Porto Velho, Boa Vista e Santarém. No Pará, o processamento da madeira estava concentrado principalmente na cidade de Santarém, as serralheiras obtinham seus suprimentos por uma via de rotas limitadas que eram as estradas: Santarém-Cuiabá e a Santarém-Curua Una e o Rio Tapajós. Órgãos governamentais como a SUDAM (Superintendência do Desenvolvimento da Amazônia) , IBAMA (Instituto Brasileiro do Meio Ambiente) e EMBRAPA (Empresa Brasileira de Pesquisa Agropecuária) estavam instalados na região.

## Importância da Indústria Madeireira
No ano de 1966, havia mais de duas mil serrarias produzindo mais da metade da madeira em tora do país. Grande parte desta produção vem das florestas de terra firme. No ano de 1996, cerca de 13 por cento do PIB do Pará era composto pelo setor madeireiro, valor este que continuou crescendo. Estimativas apontaram para uma renda bruta de 0,8 bilhão de dólares. Sem contar com o aumento do número de empregos diretos gerados, que chegou a ficar em torno de 50 mil até o ano de 2002.

## Economia da Indústria Madeireira
Em 2012, o Pará obteve a maior produção de madeira em tora do país, de acordo com a pesquisa Produção da Extração Vegetal e da Sivicultura (PEVS), do IBGE. De acordo com o estudo, a extração do Estado foi de 4,8 mil m2 quadrados em tora de madeira, o que corresponde a mais de um terço do total extraído em todo o país.O valor da produção foi R$861,7 mil, correspondendo a mais de 60% da soma alcançada no país todo. essa quantia superou o acúmulo da média da produção nas regiões Nordeste (R$139,4 milhões) , Sudeste (R$8 milhões) , Sul (R$45,6 mil) e Centro-Oeste (R$649 milhões). O Estado do Pará, também possui destaque nacional na produção de lenha, com a terceira maior quantidade produzida (3,1 mil m^2) e obtendo o segundo maior valor de extração (R$72 milhões). 
No Estado, a produção de madeira foi em maior parte destinada à produção de papel e celulose. Obtendo o lucro da transformação no valor de R$133,6 milhões, tendo sua produção concentrada na região do baixo Amazonas. A região metropolitana de Belém também obteve parte nesta extração, foram: 79,4 mil toneladas de lenha, com o lucro de R$1,2 milhões ; 1,9 mil toneladas de madeira em tora, correspondendo a R$283 mil. no Nordeste paraense, a extração de lenha nos municípios da região chegou a 1 milhão de toneladas, correspondendo a R$21,2 milhões. A produção de madeira em tora foi de 598 mil toneladas, gerando R$104 milhões. No mesmo ano, na porção Sudeste do Estado, foram registradas extrações de 432 mil toneladas e 1,2 milhões de toneladas, gerando um montante de mais de R$300 milhões.
Para 2016, a quantidade de madeira em tora produzida pelo Estado do Pará foi de aproximadamente 5,369 milhões de m^3 de madeira em tora. O valor da produção da atividade madeireira do Pará é de exatos R$246.633 mil.

## Problemas Socioambientais
Na região de Tailândia, no Pará, quando há ausência de mercado imediato para as árvores remanescentes, as florestas exploradas , frequentemente, sofrem com a destruição dos colonos, que buscam formar campos agrícolas, e em uma escala menor , sofrem com os pecuaristas, que utilizam o espaço para a formação de pastagens. Entretanto, uma análise econômica revelou que essa floresta, ainda que, não seja, possui igual potencial de gerar riqueza como as pastagens ou
a agricultura de corte e queima. 

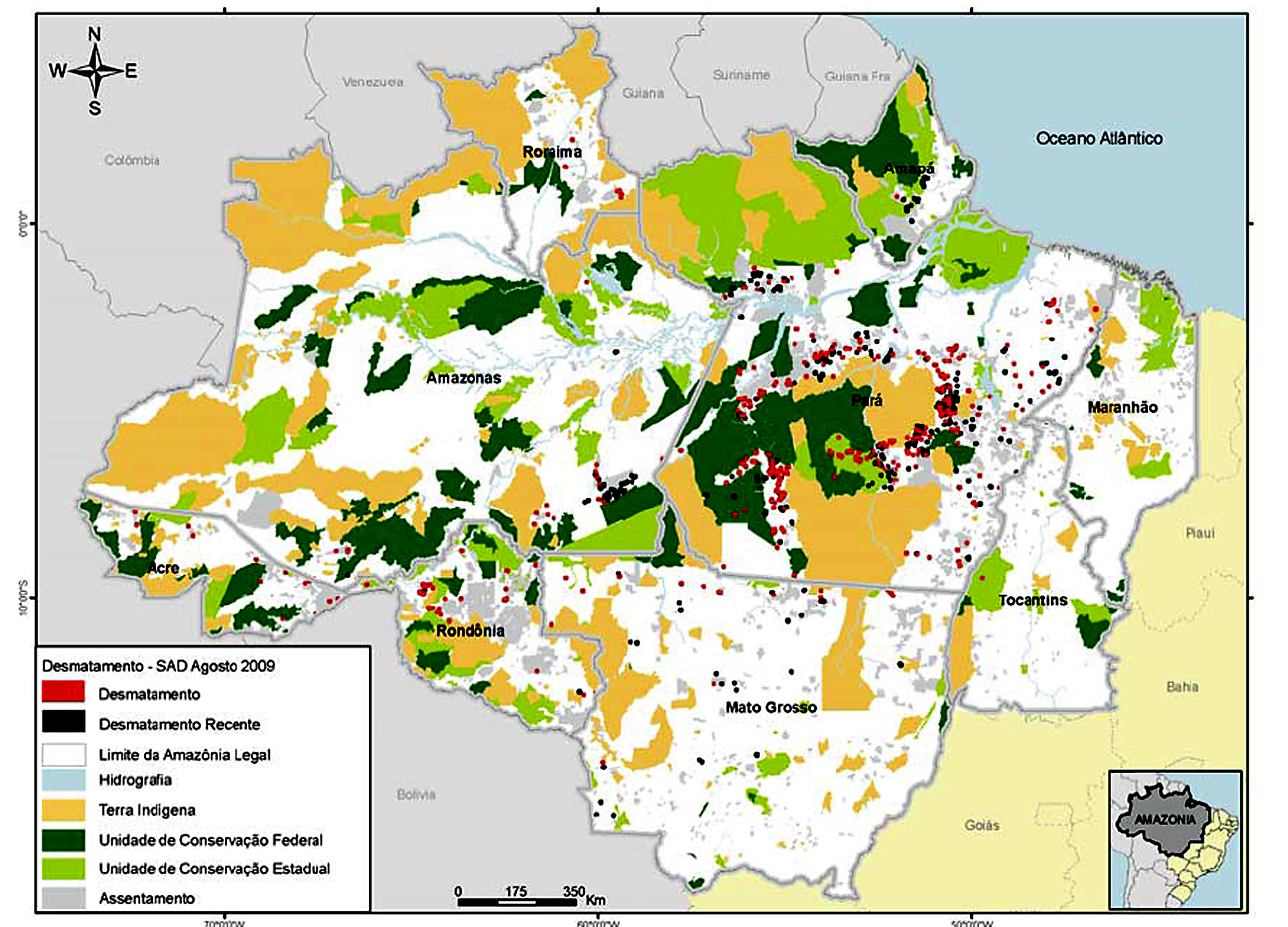
Mapa do desmatamento da Amazônia brasileira, divulgado em agosto de 2009. Fonte: Imazon/Agência Brasil

Outro caso é o das empresas madeireiras da Ilha do Marajó (PA), que, a partir dos anos 70,possuíram uma grande aceitação no município de Breves (PA), o que acabou por gerar elevados números de renda e empregos para os nativos. Por outro lado, ocasionou problemas ambientais para a região do Marajó, a exemplo da escassez da madeira, áreas derrubadas, e grande parte dos recursos naturais desmatados. Nos anos 2000, houve o fechamento de grande parte das empresas madeireiras ali instaladas, logo, um alto índice de desemprego assolou a região. Foi uma média de 1500 funcionários demitidos, deixando na região do Marajó, um rastro de devastação.

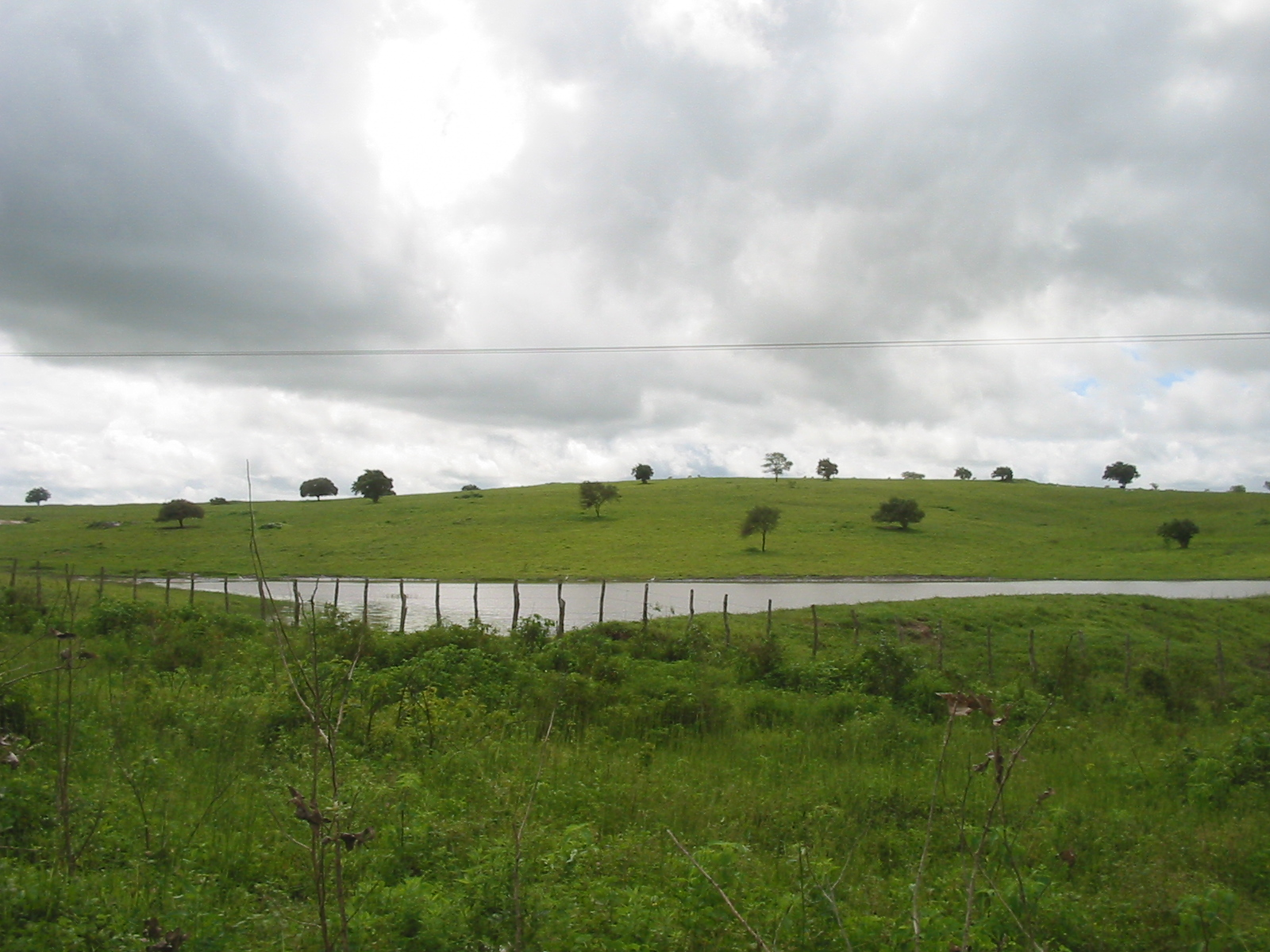
Pasto

Um problema latente presente na região amazônica, região a qual o Pará faz parte, é a desflorestação, que possui muitas causas adjacentes, no entanto, muitas outras atividades econômicas adjacentes fazem a extração de madeira como atividade predecessora. Como exemplo, há a pecuária, como identifica Sérgio et al(2009), que é a principal causa de desmatamento, atividade essa que normalmente herda a terra utilizada para extração de madeira.